# Ko Lamphu
Ko Lamphu (en tailandés: เกาะลำพ) es una pequeña isla en el río de Tapi, en Tailandia. Esta isla se encuentra a 9 km de la desembocadura del río, cerca del centro de la ciudad de Surat Thani. Está conectada por un puente a la ciudad en el Santuario del Pillar.
Ko Lamphu es de 0,75 km de longitud y de superficie plana. Esta isla está libre de vehículos, lo que contribuye a una atmósfera de paz y lo convierte en un lugar popular para la comida campestre, así como para los deportes. Ko Lamphu tiene un sendero por la orilla del río con puestos de comida que son especialmente agradables por la noche. Es escenario de varias ceremonias religiosas budistas.
Ko Lamphu no debe confundirse con Ko Lamphu Rai, otra isla fluvial situada en la provincia de Trat.